# Les Colocs (album)
Albums de Les Colocs
Atrocetomique
(1995)
Les Colocs est le premier album du groupe musical québécois Les Colocs, sorti en 1993.

## Liste des chansons
| No  | Titre                         | Auteur                                       | Durée |
| --- | ----------------------------- | -------------------------------------------- | ----- |
| 1.  | Dédé                          | André Fortin, Guy Lapointe                   | 2:43  |
| 2.  | La Rue Principale             | André Fortin, Nicole Bélanger                | 3:55  |
| 3.  | Passe-moé la puck             | André Fortin                                 | 3:28  |
| 4.  | Mauvais Caractère             | André Fortin, Nicole Bélanger, Mike Sawatzky | 3:50  |
| 5.  | Séropositif Boogie            | Patrick Esposito Di Napoli                   | 4:08  |
| 6.  | La Traversée                  | André Fortin                                 | 3:12  |
| 7.  | Je chante comme une casserole | Serge Robert                                 | 3:20  |
| 8.  | Maudit qu'le monde est beau   | André Fortin, Mike Sawatzky                  | 4:10  |
| 9.  | Juste une p'tite nuite        | André Fortin, Mike Sawatzky                  | 3:47  |
| 10. | Julie                         | André Fortin                                 | 4:08  |

## Interprètes
Les Colocs
- Jimmy Bourgoing – batterie, percussions, chœurs
- Patrick Esposito Di Napoli – harmonica, chant, chœurs
- André Fortin – guitare acoustique, guitare électrique, claquettes, percussions, chant, chœurs
- Serge Robert – basse, contrebasse, chant, chœurs
- Mike Sawatzky – guitare acoustique, guitare électrique, Dobro, saxophone, harmonica

Musiciens additionnels
- Earl Bernard – trompette
- Jody Gollick – saxophones alto et ténor
- David Grott – trombone
- Charles Papasoff – saxophones soprano et baryton
- Joel Zifkin (en)– violon
- « Famille Botte » – gumboot (Passe-moé la puck)